# Ceresiosaurus
Genre
Ceresiosaurus est un genre fossile de reptiles marins de la famille des Nothosauridae ayant vécu au Trias.

## Taxinomie
Synonymes :
- Lariosaurus Curioni 1847
- Deirosaurus Owen 1854
- Eupodosaurus Boulenger 1891
- Macromerosauro Curioni 1863
- Macromerosaurus Cornalia 1854
- Macromirosaurus Curioni 1847
- Rhaeticonia Broili 1927
- Silvestrosaurus Kuhn-Schnyder 1990.

Plusieurs espèces sont connues